# Haematopota fonsecai
Haematopota fonsecai är en tvåvingeart som beskrevs av Travassos Dias 1956. Haematopota fonsecai ingår i släktet Haematopota och familjen bromsar.
Artens utbredningsområde är Moçambique. Inga underarter finns listade i Catalogue of Life.